# Risto Alapuro
Risto Alapuro (* 28. April 1944 in Ruokolahti; † 6. Dezember 2022) war ein finnischer Soziologe. Er zählte zu Finnlands bekanntesten Soziologen und galt als Pionier auf den Gebieten der historischen, politischen und vergleichenden Soziologie.

## Leben
Alapuro studierte an der Universität Helsinki. Dort erhielt er 1967 einen Master in Sozialwissenschaften, 1969 ein Lizenziat in Sozialwissenschaften und promovierte 1973 mit der Dissertation Akateeminen Karjala-seura: ylioppilasliike ja kansa 1920- ja 1930-luvulla. Im Rahmen eines Postdoc-Stipendiums forschte er von 1973 bis 1974 als Visiting Fulbright Scholar am Center for Research on Social Organization (CRSO) der University of Michigan. Von 1980 bis 1981 war Researcher an der École des hautes études en sciences sociales in Paris. An der Universität Paris III war er von 1985 bis 1987, sowie erneut von 1999 bis 2000, Gastprofessor für finnische Geschichte and Kultur. 1986 wurde er zu Professor für Soziologie an die Universität Jyväskylä berufen. 1990 und 1991 folgten Forschungsaufenthalte in Moskau und Leningrad. 1991 kehrte Alapuro Professor für Soziologie an seine Alma Mater, die Universität Helsinki, zurück, wo er bis zu seinem Ruhestand 2010 blieb. 1996 war er Gastprofessor am Department of Sociology der University of Minnesota. Die Akademie von Finnland berief ihn für den Zeitraum von 2005 bis 2009 zum „Akademieprofessor“.
Von 1979 bis 1980 war Alapuro Chefredakteur der finnischen wissenschaftlichen Fachzeitschrift Sosiologia. Des Weiteren gehörte er von 1995 bis 2014 dem Vorstand der Kone-Stiftung an. 1980 wurde er Mitglied der Finnischen Historischen Gesellschaft, 1993 Mitglied der Finnischen Akademie der Wissenschaften und 1998 Mitglied der Academia Europaea.
Alapuro war in seiner Freizeit ein begeisterter Basketballspieler und spielte lange Zeit im Sportverein Helsingin Jyry. Später gehörte er der finnischen Nationalmannschaft für Spieler in der Altersklasse 70 Jahre und älter an.
Alapuro war Vater von zwei Söhnen.

## Forschungstätigkeit
Alapuros Forschungsschwerpunkt lag auf historischer und vergleichender politische Soziologie, der Zivilgesellschaft, Russland, Sozialer Netzwerke und Sozialer Bewegungen.
Im Zeitraum von den 1970er Jahren bis zu den frühen 1990er Jahren forschte und publizierte er zu Themen wie der Geschichte der finnischen Soziologie, der finnischen Gesellschaft, der Entwicklung finnischer Volksbewegungen und der Entstehung der finnischen Zivilgesellschaft. Später befasste er sich mit der Entstehung der Zivilgesellschaften in der Nordischen Ländern und den Entwicklungen in Russland. Sein 1988 in den Vereinigten Staaten erschienenes Buch State and Revolution in Finland, in welchem er eine soziologische und vergleichende Darstellung der Entwicklungen in Finnland vom 19. Jahrhundert bis zum Finnischen Bürgerkrieg lieferte, erfuhr international Anerkennung und machte Alapuro über die Landesgrenzen hinaus bekannten Vertreter der historischen und vergleichenden Soziologie.
Neben historischer Makrosoziologie beschäftigte sich Alapuro ebenfalls mit Mikrogeschichte und Sozialen Netzwerken. In seinem 1994 erschienenen Buch Suomen synty paikallisena ilmiönä 1890–1933 analysierte er die soziale Struktur einer einzelnen Gemeinde, die Reaktionen verschiedener lokaler Gruppen auf wirtschaftliche und soziale Veränderungen und ihre Aktivitäten während des finnischen Bürgerkrieges sowie beim späteren Aufbau der finnischen Republik.
Des Weiteren nahm Alapuro an einem europäischen mikrohistorischen Forschungsprojektes unter Leitung des italienischen Historikers Maurizio Gribaudi teil. Alapuro und seine Forschungsgruppe betrachteten hierbei die Netzwerke verschiedener Berufsgruppen in mehreren Ländern. Als Folge des Projektes kam es zur Einführung der Studie beruflicher Netzwerke in die finnische Soziologie.
Neben seiner Arbeit zu Finnland und den nordischen Ländern, lag Alapuros besonderes Forschungsinteresse auf Russland. Er veröffentlichte mehrere Artikel zu Problemen der russischen Gesellschaft, gab 2011 mit dem Politikwissenschaftler und Soziologen Oleg Kharkhordin das Buch Political Theory and Community Building in Post-Soviet Russia heraus und veröffentlichte 2021 ein Buch basierend auf Tagebucheinträgen, die Alapuro im Zeitraum von 1990 bis 1991 während seiner Aufenthalte in Moskau und Leningrad geschrieben hatte.
Mit estnischen Soziologen forschte er zu der Zivilgesellschaft im post-kommunistischen Estland aus mikrosoziologischer Perspektive.
Ab den 2000er Jahren wandte sich Alapuro wieder makrosoziologischen Prozessen und Entwicklungen von Zivilgesellschaften zu. Als Akademieprofessor koordinierte er die nordische Kooperation soziologischer Forschung und förderte die Zusammenarbeit mit französischen Wissenschaftlern.

## Veröffentlichungen
- Akateeminen Karjala-Seura. Ylioppilasliike ja kansa 1920- ja 1930-luvulla. Helsinki: WSOY, 1973. 270 Seiten.
- mit Matti Alestalo und Elina Haavio-Mannila [Hrsg.]: Suomalaisen sosiologian juuret. Helsinki und Porvoo: WSOY, 1973. 324 Seiten.
  - überarbeitete Neuauflage: Suomalaisen sosiologian historia. Helsinki und Porvoo: WSOY, 1992. 384 Seiten.
- mit Matti Kuusi und Matti Klinge [Hrsg.]: Maailmankuvan muutos tutkimuskohteena. Helsinki: Otava, 1977. 284 Seiten.
- mit Matti Alestalo, Elina Haavio-Mannila und Raimo Väyrynen [Hrsg.]: Small States in Comparative Perspective: Essays for Erik Allardt. Oslo: Norwegian University Press, 1985. 297 Seiten.
- mit Ilkka Liikanen, Kerstin Smeds und Henrik Stenius [Hrsg.]: Kansa liikkeessä. Helsinki: Kirjayhtymä, 1987. 303 Seiten. (2. Auflage 1989)
- State and Revolution in Finland. Berkeley und Los Angeles: University of California Press, 1988. 315 Seiten.
- Suomen synty paikallisena ilmiönä 1890–1933. Helsinki: Hanki ja Jää, 1994. 386 Seiten. (2. Auflage 1995, 3. Auflage 2001)
- mit Matti Alestalo, Elina Haavio-Mannila und Jeja-Pekka Roos [Hrsg.]: Kohtaamisia Erik Allardtin kanssa, Möten med. Helsinki: Yliopistopaino, 1995. 239 Seiten.
  - englischsprachige Ausgabe: Encounters with Erik Allardt. Helsinki University Press 1995.[4]
- Suomen älymystö Venäjän varjossa. Helsinki: Tammi, 1997. 229 Seiten.
- [Hrsg.]: Raja railona. Näkökulmia suojeluskuntiin. Helsinki,  Porvoo, Juva: WSOY, 1998. 344 Seiten.
- mit Ilkka Liikanen und Markku Lonkila [Hrsg.]: Beyond Post-Soviet Transition: Micro Perspectives on Challenge and Survival in Russia and Estonia. Helsinki: Kikimora, 2004. 253 Seiten.
- mit Ilkka Arminen [Hrsg.]: Vertailevan tutkimuksen ulottuvuuksia. Helsinki, Porvoo, Juva: WSOY, 2004.
- mit Henrik Stenius [Hrsg.]: Nordic Associations in a European Perspective: European Civil Society. Baden-Baden: Nomos Verlag, 2010.
- mit Oleg Kharkhordin [Hrsg.]: Political Theory and Community Building in Post-Soviet Russia. 2011.